# 広島市西風館
広島市西風館（ひろしましせいふうかん）は、広島県広島市安佐南区伴西7番1号にある広島市が設置する火葬場である。
休業日は1月1日と1月2日と秋分の日。

## 施設概要
- 敷地面積 - 31,736m2
- 建築面積 - m2
- 延床面積 - 7,297m2
  - 火葬棟 - m2
  - 待合棟 - m2
- 人体炉数 - 10基
- 動物炉数 - 1基
- 告別室（お別れ室） - 5室
- 待合室 - 10室
- 待合ロビー
- 駐車台数 - 大型バス2台、マイクロバス8台、乗用車約160台